# SMS Warasdiner
Le SMS Warasdiner fut le dernier destroyer à moteur à piston acquis par la Marine austro-hongroise (K.u.K. Kriesgmarine).

## Conception
Selon les plans d'origine, il devait être le prototype d'une série de destroyers-torpilleurs commandés par la Marine impériale chinoise. Après la déclenchement de la révolution le 10 octobre 1911, la construction de la série fut abandonnée et le premier modèle a été racheté par la marine austro-hongroise au début de la guerre en août 1914.

## Histoire
Le Warasdiner servit activement dans la flotte austro-hongroise jusqu'en 1918.
À cette date il était au port de Pola et fut transféré à la flotte italienne. Il fut démantelé en 1921.

## Crédits
- (de) Cet article est partiellement ou en totalité issu de l’article de Wikipédia en allemand intitulé « SMS Warasdiner » (voir la liste des auteurs).